# Patnanungan
Patnanungan é um município de  quinta classe de renda municipal (d) na província Quezon, nas Filipinas. De acordo com o censo de 1 de maio  de  2020 possui uma população de 15 052 pessoas e 3 426 domicílios.